# Longfellow Serenade
«Longfellow Serenade» es una canción interpretada por el cantautor estadounidense Neil Diamond. Fue publicada en septiembre de 1974 como sencillo principal de su noveno álbum de estudio, Serenade.

## Rendimiento comercial
En Estados Unidos, «Longfellow Serenade» debutó en el número 37 en la lista Easy Listening durante la semana que terminó el 12 de octubre de 1974, donde se desempeñó como el debut más alto de la edición. Después de escalar de manera constante la lista durante seis semanas consecutivas, encabezó la lista el 16 de noviembre de 1974, donde desplazó la canción de Bobby Vinton, «My Melody of Love», del puesto más alto. «Longfellow Serenade» salió de la lista Easy Listening el 4 de enero en la posición número 26; en total, pasó trece semanas consecutivas entre los rankings de la lista. En la lista de sencillos de todos los géneros, «Longfellow Serenade» alcanzó la posición número 5 el 23 de noviembre de 1974.
Fuera del país natal de Diamond, el sencillo tuvo un éxito comercial similar. En Canadá, debutó en el puesto número 38 de la lista RPM Pop Music Playlist durante la semana que terminó el 19 de octubre de 1974, donde se desempeñó como el debut más alto de la edición. En su sexta semana en la lista, «Longfellow Serenade» alcanzó la primera posición que anteriormente ocupaba «After the Goldrush» de Prelude. «Longfellow Serenade» salió de la lista Pop Music Playlist el 18 de enero de 1975 en la posición número 41; en total, pasó trece semanas consecutivas entre los rankings de la lista. En la lista de sencillos de todos los géneros, «Longfellow Serenade» alcanzó el puesto número 7 el 21 de diciembre de 1974.

## Lista de canciones
Todas las canciones escritas y compuestas por Neil Diamond.
1. «Longfellow Serenade» – 3:22
2. «Rosemary's Wine» – 2:40

## Posicionamiento

### Gráfica semanal
| Gráfica (1974–75)                         | Pico de posición |
| ----------------------------------------- | ---------------- |
| Alemania (Offizielle Top 100)             | 2                |
| Australia (Kent Music Report)             | 7                |
| Bélgica (Flandes) (Ultratop Singles)      | 9                |
| Bélgica (Valonia) (Ultratop Singles)      | 22               |
| Canadá (RPM Top Singles)                  | 7                |
| Canadá (RPM Pop Music Playlist)           | 1                |
| Estados Unidos (Billboard Hot 100)        | 5                |
| Estados Unidos (Billboard Easy Listening) | 1                |
| Nueva Zelanda (Recorded Music NZ)         | 29               |
| Países Bajos (Nederlandse Top 40)         | 6                |
| Países Bajos (Single Top 100)             | 9                |
| Sudáfrica (Springbok Radio)               | 1                |
| Suiza (Schweizer Hitparade)               | 1                |

### Gráfica de fin de año
| Gráfica (1974)                       | Pico de posición |
| ------------------------------------ | ---------------- |
| Australia (Kent Music Report)        | 68               |
| Bélgica (Flandes) (Ultratop Singles) | 98               |
| Países Bajos (Nederlandse Top 40)    | 53               |

| Gráfica (1975)                            | Pico de posición |
| ----------------------------------------- | ---------------- |
| Alemania (Offizielle Top 100)             | 8                |
| Estados Unidos (Billboard Easy Listening) | 36               |
| Suiza (Schweizer Hitparade)               | 9                |
| Sudáfrica (Springbok Radio)               | 14               |